# دیوید کوبیلاس
دیوید کوبیلاس (انگلیسی: David Cubillas؛ زادهٔ ۱۶ ژوئن ۱۹۹۰) بازیکن فوتبال اهل اسپانیا است.